# Where Did It All Go Wrong?
Where Did It All Go Wrong? è una canzone della band inglese Oasis, scritta dal chitarrista e compositore Noel Gallagher. Fu pubblicata il 29 febbraio 2000 come secondo singolo del quarto album in studio del gruppo, Standing on the Shoulder of Giants.
Sebbene non sia stata pubblicata come singolo commerciale, la canzone è stata pubblicata come singolo radiofonico negli Stati Uniti, dove la canzone è stata trasmessa in onda ma non è riuscita a classificarsi ampiamente a causa in parte della mancata pubblicazione ufficiale. Tuttavia, è riuscito a raggiungere la posizione numero 49 nella classifica Radio and Records Alternative.

## Descrizione
È una delle due canzoni di Standing on the Shoulder of Giants in cui Noel è la voce principale. Nello spiegare il perché il frontman Liam Gallagher non ha cantato la canzone, Noel ha affermato: "[Vocalmente] Liam non riusciva proprio a capirla. La melodia cambia parecchio... Liam non ha quel dinamismo nella sua voce."
Noel ha affermato che il testo della canzone parla di una cerchia di amici con cui è stato coinvolto in un momento della sua vita, oltre ad essere semi-autobiografico. Q Magazine ha dichiarato che la canzone è "Facilmente un momento di spicco nel vasto pantheon degli inni Gallagher ... [un] record di crepacuore evocativo per la disamorata giovinezza di mezza età che è ancora un giovane vulnerabile al centro..."
Una prima demo del brano comprendeva la flautista Charlotte Glasson, ma quando l'album è stato registrato nuovamente la parte del flauto non è stata inclusa. La Glasson compare nella canzone Gas Panic! dallo stesso album.

## Video musicale
Il video mostra Liam, impegnato in un'intervista, mentre Noel canta mentre legge un giornale e guarda cosa sta succedendo nell'edificio di fronte a dove si trovano lui e la band.

## Tracce
- CD Epic Promotional Release ESK 12875

1. Where Did It All Go Wrong? (Semi-acoustic version) - 4:31
2. Where Did It All Go Wrong? (Album version)  - 4:28

## Formazione
- Noel Gallagher - voce, chitarra solista, chitarra ritmica, chitarra acustica, basso, tastiere
- Alan White - batteria, percussioni
- Paul Stacey - chitarra acustica

## Classifiche
| Classifica (2000)         | Posizione massima |
| ------------------------- | ----------------- |
| Stati Uniti (alternative) | 49                |